# Guenrouet
Guenrouet (bret. Gwenred) – miejscowość i gmina we Francji, w regionie Kraj Loary, w departamencie Loara Atlantycka.
Według danych na rok 2010 gminę zamieszkiwało 3007 osób, a gęstość zaludnienia wynosiła 42 osoby/km².